# セドフ (小惑星)
セドフ (2785 Sedov) は、小惑星帯の小惑星である。ニコライ・チェルヌイフがクリミア天体物理天文台で発見した。
ロシアの北極探検家であるゲオルギー・セドフに因んで名付けられた。